# Markus Haase
Markus Haase (* 18. Mai 1971 in Bochum) ist ein deutscher Schauspieler, Hörfunkmoderator und  Synchronsprecher.

## Karriere
1998 hatte Haase seinen Abschluss an der Staatlichen Hochschule für Musik und darstellende Kunst in Stuttgart gemacht. Seit Februar 2016 arbeitet er im Hitradio RTL Sachsen als Stationvoice. Als Synchronsprecher lieh er seine Stimme z. B. Foop aus der Serie Cosmo & Wanda – Wenn Elfen helfen, Jimmy Z aus Go Wild! Mission Wildnis und Tacho aus Dinotrux.

## Filmografie
- 2011: Das Haus Anubis (Fernsehserie, Folgen 336–338)
- 2013: Heldt (Fernsehserie, Folge Explosive Fracht)
- 2013: Sekretärinnen – Überleben von 9 bis 5 (Fernsehserie, Folge Die Neue)
- 2017: Zwischen den Jahren
- 2017: Alles was zählt (Fernsehserie)
- 2019: Der Lehrer (Fernsehserie, Folge Ok, in der Tonlage klingt das schon irgendwie dramatisch …)
- 2020: SOKO Köln – Enthüllung

## Synchronisation
- 2001–2017: Cosmo & Wanda – Wenn Elfen helfen
- 2005–2006: Blood+
- 2007: Persuasion
- 2009: Der gestiefelte Kater - Die wahre Geschichte
- seit 2011: Go Wild! Mission Wildnis
- 2012–2013: Guilty Crown
- 2015–2018: Dinotrux